# Jean Ier de Holstein-Kiel

Jean Ier de Holstein-Kiel (né vers 1229 - † 20 avril 1263) est un membre de la maison de Schauenbourg qui a régné sur le comté de Holstein-Kiel de 1261 jusqu'à sa mort.

## Biographie
Jean est le fils ainé du comte  Adolphe IV de Schauenbourg et Holstein et de son épouse Heilwige de Lippe. Quand son père décide de se retirer dans un monastère en 1239, Jean Ier règne conjointement
avec son frère cadet Gérard Ier, d'abord sous la régence de son beau-frère Abel de Danemark duc de Sleswig. Il est ensuite constatement impliqué avec son frère dans des conflits avec l'évéque Minden.  En 1255, ils signent un accord de commerce avec la cité de Lübeck.
En 1261, les deux frères décident de diviser formellement leur comté. Jean II reçoit la Wagrie, l'est du Holstein et Segeberg ; son frère obtient  Stormarn, Plön et le Comté de Schaumbourg.  Jean choisit d'établir sa résidence à Kiel et Gérard à Itzehoe. Lorsque le Danemark leur cède Rendsburg, il revient à Gérard Ier.
Jean Ier meurt dès 1263. À sa mort, ses fils règnent conjointement sous la régence de leur oncle Gérard. Cependant en 1273, ils décident eux aussi de diviser leur patrimoine entre le Holstein-Segeberg et le Holstein-Kiel. Quand Adolphe V meurt sans héritier en 1308, les deux patries se trouvent réunifiées.

## Sceau
Le sceau de Jean Ier porte l'inscription: S (IGILLUM) * IOH (ANN) * IS * STORM Comitis WAGRIE * ARIA * ET * HOLTSACIE (c'est-à-dire Sceau de Jean, Comte de Stormarn, Wagrie et Holstein). Avec au milieu: SCOVENBG COMES (Comte de Schauenburg).

## Union et postérité
Jean épouse en 1249/1250  Elisabeth († entre 1293/1306), une fille du duc  Albert Ier de Saxe. Ils ont six enfants.
- Élisabeth († 1284), épouse le comte Nicolas Ier de Schwerin-Wittenburg († 1323)
- Heilwige (né vers 1251 - † avant 1308), épouse en 1262 le margrave Othon IV de Brandebourg († 1308/1309)
- Adolphe V (né vers 1252  - † 1308), épouse Euphemia de Poméranie († après 1316).
- Jean II le Borgne
- Agnès († 1286/1287), épouse le seigneur  Valdemar de Mecklembourg-Rostock
- Albert († 1300), à partir de 1283 prévôt du chapitre de la cathédrale à Hambourg

## Sources
- Anthony Marinus Hendrik Johan Stokvis, Manuel d'histoire, de généalogie et de chronologie de tous les états du globe, depuis les temps les plus reculés jusqu'à nos jours, préf. H. F. Wijnman, éditions Brill Leyde 1890-1893, réédition 1966, Volume III, Chapitre VIII. « Généalogie des comtes et ducs de Holstein, I ». Tableau généalogique no 45 p. 119.